# Olešínky
Olešínky (německy Oleschinek) je malá vesnice, část obce Zvole v okrese Žďár nad Sázavou. Nachází se asi 2 km na jihozápad od Zvole. V roce 2009 zde bylo evidováno 43 adres. V roce 2001 zde trvale žilo 108 obyvatel. Žije zde 99 obyvatel.
Olešínky je také název katastrálního území o rozloze 3,38 km2.

## Obyvatelstvo
| Rok            | 1869 | 1880 | 1890 | 1900 | 1910 | 1921 | 1930 | 1950 | 1961 | 1970 | 1980 | 1991 | 2001 | 2011 |
| -------------- | ---- | ---- | ---- | ---- | ---- | ---- | ---- | ---- | ---- | ---- | ---- | ---- | ---- | ---- |
| Počet obyvatel | 182  | 179  | 206  | 210  | 216  | 209  | 182  | 145  | 142  | 136  | 126  | 112  | 108  |      |
| Počet domů     | 33   | 34   | 33   | 32   | 32   | 32   | 34   | 36   | .    | 36   | 29   | 34   | 37   |      |

## Školství
- Mateřská škola Olešínky